# Богодухівська волость (Богодухівський повіт)
Богодухівська волость — історична адміністративно-територіальна одиниця Богодухівського повіту Харківської губернії з центром у повітовому місті Богодухів.
Станом на 1885 рік складалася з 45 поселень, 8 сільських громад. Населення — 12 567 осіб (6234 чоловічої статі та 6333 — жіночої), 2156 дворових господарств.
|                     | Площа, десятин | У тому числі орної, дес. |
| ------------------- | -------------- | ------------------------ |
| Сільських громад    | 16984          | 15842                    |
| Приватної власності | 5374           | 3915                     |
| Іншої власності     | 36             | 30                       |
| Загалом             | 22394          | 19787                    |

Найбільші поселення волості станом на 1885:
- Зміївський — колишній державний хутір при річці Івани, 191 особа, 27 дворів, поштова станція.
- Крисини — колишній державний хутір при річці Лозова, 706 осіб, 150 дворів, постоялий двір, 17 вітряних млинів.
- Лозова  — колишнє власницьке село при річці Лозова, 322 особи, 67 дворів, православна церква.